# Apodiktický
Apodiktický z řeckého αποδεικτικος = průkazný, k αποδεικνυμι = dokazuji.

naprosto jistý, nepochybný, nezvratný, nepřipouštějící námitek
apodiktický soud: soud, kterým se něco uznává za nutně jsoucí

## Apodikticky formulované právo ve Starém zákoně
Na rozdíl od práva formulovaného kazuisticky nepřipouští žádné "když" nebo "jestliže", ale jde rovnou k věci bez výjimek a pochybností.

Příkladem může být skupina po sobě následujících ustanovení z Exodu (Ex 22:21–23).
- Verš 21 je formulován apodikticky – neexistuje výjimka pro útisk vdovy nebo sirotka.
- Verše 22 a 23 jsou kazuistickým vyjádřením následků možného konkrétního způsobu porušení předchozího apodikta:

```
21 Žádnou vdovu a sirotka nebudete utiskovat.
22 Jestliže je přece budeš utiskovat a oni budou ke mně úpět, jistě jejich úpění vyslyším.
23 Vzplanu hněvem a pobiji vás mečem, takže z vašich žen budou vdovy a z vašich synů sirotci.
```